# Premiul întâi - o reminiscență din tinerețele pedagogului
Premiul întâi - o reminiscență din tinerețele pedagogului este o operă literară scrisă de Ion Luca Caragiale. 